# Calendari de vacunacions

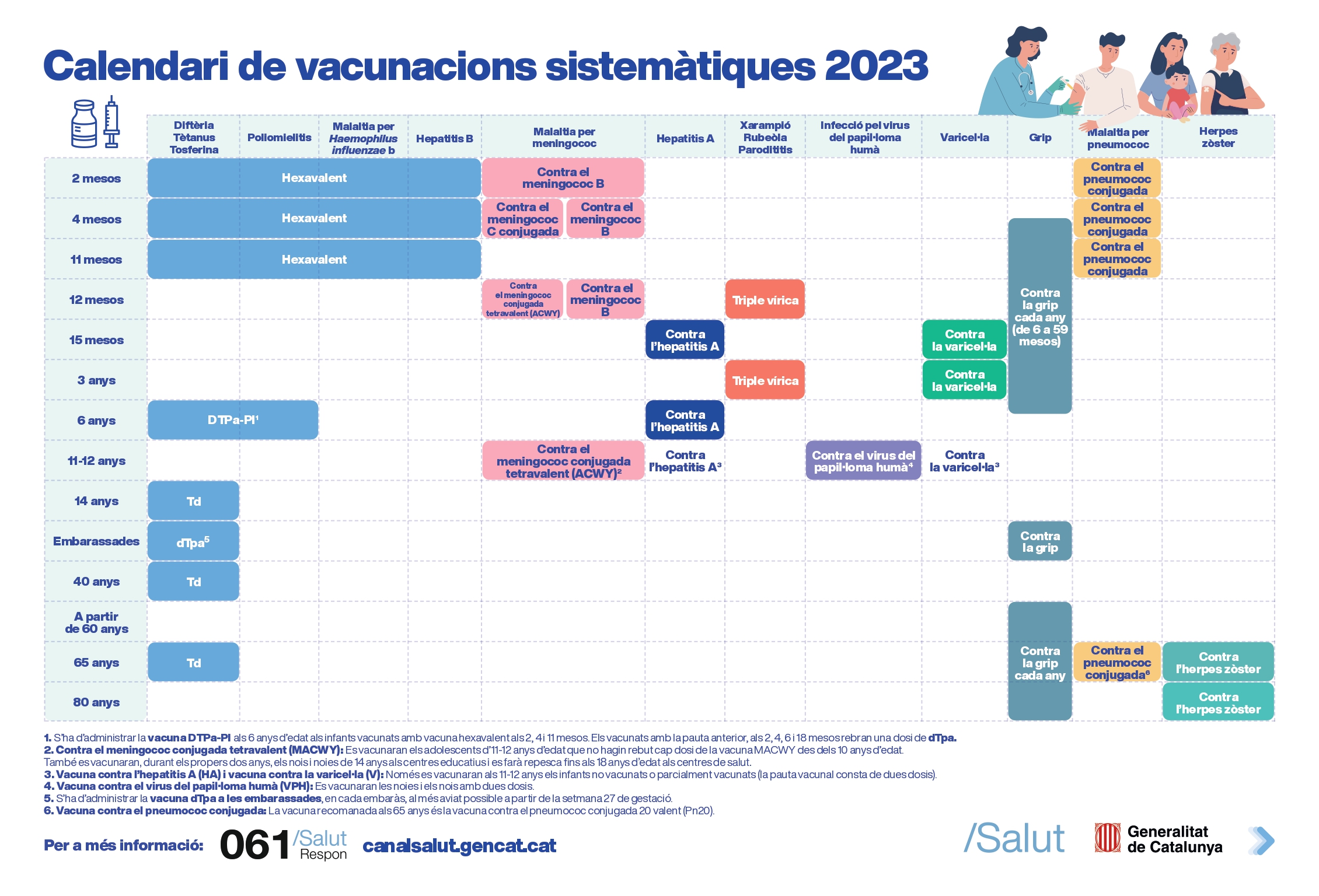
Calendari de vacunació a Catalunya de 2023.

Un calendari de vaccinacions o esquema de vaccinacions és una sèrie de vaccins, incloent la sincronització de totes les dosis, que pot ser recomanat o obligatori, en funció del país de residència. Aquest tema pot causar molta controvèrsia sobre si podria o no afectar la salut després de la seva administració a una edat primerenca.
Els calendaris de vaccinacions són desenvolupats per agències governamentals o grups mèdics per aconseguir la màxima eficàcia amb vaccins requerits i recomanats per a una regió i reduir al mínim el nombre d'interaccions del sistema de cura de la salut. Durant les últimes dues dècades, les pautes de vaccinacions recomanades han crescut ràpidament i poden ser més complicades, ja que s'han desenvolupat nous vaccins.

## Calendari de vaccinacions sistemàtiques de la Generalitat de Catalunya 2016
|                     | Diftèria Tètanus Tosferina | Polio- mielitis | Malaltia per Haemophilus influenzae b | Hepatitis B | Malaltia per meningococ C      | Hepatitis A           | Xarampió Rubèola Parotiditis | Infecció pel virus del papil·loma humà | Varicel·la            | Grip                  | Malaltia per pneumococ      |
| ------------------- | -------------------------- | --------------- | ------------------------------------- | ----------- | ------------------------------ | --------------------- | ---------------------------- | -------------------------------------- | --------------------- | --------------------- | --------------------------- |
| 2 mesos             | Hexavalent                 | Hexavalent      | Hexavalent                            | Hexavalent  |                                |                       |                              |                                        |                       |                       | Antipneumocòccica conjugada |
| 4 mesos             | Hexavalent                 | Hexavalent      | Hexavalent                            | Hexavalent  | Antimeningocòccica C conjugada |                       |                              |                                        |                       |                       | Antipneumocòccica conjugada |
| 11 mesos            | Hexavalent                 | Hexavalent      | Hexavalent                            | Hexavalent  |                                |                       |                              |                                        |                       |                       | Antipneumocòccica conjugada |
| 12 mesos            |                            |                 |                                       |             | Antimeningocòccica C conjugada |                       | Triple vírica                |                                        |                       |                       |                             |
| 15 mesos            |                            |                 |                                       |             |                                | Contra l'hepatitis A  |                              |                                        | Contra la varicel·la  |                       |                             |
| 3 anys              |                            |                 |                                       |             |                                |                       | Triple vírica                |                                        | Contra la varicel·la  |                       |                             |
| 6 anys              | DTPa-PI                    | DTPa-PI         |                                       |             |                                | Contra l'hepatitis A  |                              |                                        |                       |                       |                             |
| 11-12 anys          |                            |                 |                                       |             | Antimeningocòccica C conjugada | Contra l'hepatitis A* |                              | Contra el virus del papil·loma humà**  | Contra la varicel·la* |                       |                             |
| 14 anys             | Td                         |                 |                                       |             |                                |                       |                              |                                        |                       |                       |                             |
| Embaras- sades      | dTpa***                    |                 |                                       |             |                                |                       |                              |                                        |                       | Anti- gripal          |                             |
| 40 anys             | Td                         |                 |                                       |             |                                |                       |                              |                                        |                       |                       |                             |
| A partir de 60 anys |                            |                 |                                       |             |                                |                       |                              |                                        |                       | Anti- gripal cada any |                             |
| 65 anys             | Td                         |                 |                                       |             |                                |                       |                              |                                        |                       | Anti- gripal cada any | Antipneumocòccica 23-valent |

*Només per a infants susceptibles de patir la malaltia. Cal administrar dues dosis **Només per a les noies, a partir de 2014-2015 cal administrar dues dosis ***Entre les setmanes 27 i 36 de gestació